# Bo S. Hedström
Bo Sture Hedström, född 3 maj 1938 i Helgums församling, Västernorrlands län, död 15 april 2016 i Jönköping, var en svensk ämbetsman.
Hedström blev juris kandidat vid Uppsala universitet 1964 och var efter examen kansli- och departementssekreterare i jordbruksdepartementet mellan åren 1964–1968. Därefter arbetade Hedström som departementssekreterare i finansdepartementet under ledning av Gunnar Sträng mellan åren 1968 och 1970. Under tiden på finansdepartementet var han bland annat var kollega med Kjell Olof Feldt. Hedström arbetade därefter som kansliråd i jordbruksdepartementet 1971 och som departementsråd där 1972–1974. 1975 blev Hedström generaldirektör och chef för Skogsstyrelsen, varvid Hedström kom att flytta till Jönköping. Hedström arbetade som generaldirektör för Skogsstyrelsen till 1983. 1983 utnämndes Hedström till generaldirektör och chef för Domänverket, var han kom att arbeta fram till 1992. Hedström var från 1993 fram till sin pensionering VD och koncernchef för Södra Skogsägarna i Växjö.
Hedström var därutöver ordförande i Domänföretagen AB, ordförande Sveriges Skogsvårdsförbund, ordförande i AB Göta Kanalbolag samt styrelseledamot i Skogsstyrelsen och Assi AB. Under åren 1975-1985 satt Hedström med i Miljövårdsberedningen och några år tidigare var han även involverad i FN:s första miljökonferens som hölls i Stockholm 1972.
Hedström blev 1977 ledamot av Skogs- och lantbruksakademien och var från 1991 även ledamot av Ingenjörsvetenskapsakademien. Han utsågs till skoglig hedersdoktor 1991.